# Punta Gorda (Colonia)

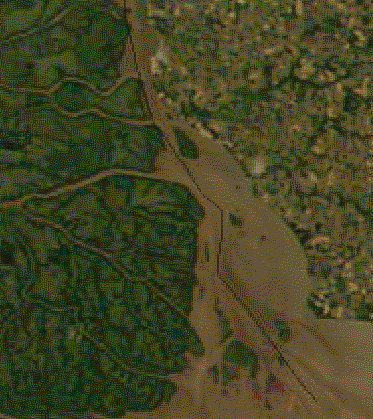
Foto satelital de Punta Gorda e Isla Juncal.

Punta Gorda (33°54′58″S 58°24′52″O / -33.91611, -58.41444) es una barranca ubicada en el departamento de Colonia en Uruguay. Se encuentra entre las localidades de Nueva Palmira (al norte) y Carmelo (al sur). 
El paralelo de Punta Gorda es considerado el punto en donde el río Uruguay desemboca en el Río de la Plata, por lo que corresponde al kilómetro cero del río Uruguay y al punto extremo del Río de la Plata (km 320), lo cual fue acordado en el Tratado del Río de la Plata de 1973 y en el Tratado del Río Uruguay de 1961. A su frente se hallan islas de la provincia de Entre Ríos en Argentina.

## Historia

### Expedición de Solís
El navegante español Juan Díaz de Solís fue el primer europeo en llegar a estas tierras, buscando un paso que comunicara el océano Atlántico con el océano Pacífico. Partió desde el puerto de Sanlúcar de Barrameda el 8 de octubre de 1515. Habiendo alcanzado la costa del Brasil, Solís navegó lentamente hacia el sur a la vista de tierra, explorando la costa uruguaya e ingresando en el Río de la Plata, una enorme extensión de agua dulce que configura el estuario de los ríos Paraná y Uruguay. Confundiéndolo con un brazo de mar de salinidad inexplicablemente baja, Solís lo bautizó, precisamente, "Mar Dulce", y pudo penetrar en él gracias al escaso calado de sus tres carabelas.
Hizo escala en la isla Martín García, que bautizó así porque allí tuvo que sepultar a su segundo de ese nombre, fallecido a bordo. Al desembarcar en la costa oriental con algunos de sus tripulantes (entre ellos Pedro de Alarcón y Francisco Marquina) en el paraje hoy conocido como Punta Gorda, Solís y los suyos fueron atacados por un grupo de indígenas no identificados, pero que la tradición señala como charrúas (hoy se cree que guaraníes), que los asesinaron ante la mirada horrorizada del resto de los marinos, que observaron impotentes la masacre desde la borda de los buques, fondeados a tiro de piedra de la costa. Los sobrevivientes, confundidos al haber perdido a su líder, regresaron inmediatamente a España, adonde arribaron el 4 de septiembre de 1516. El joven grumete Francisco del Puerto se quedó en la zona conviviendo con grupos originarios del lugar. 

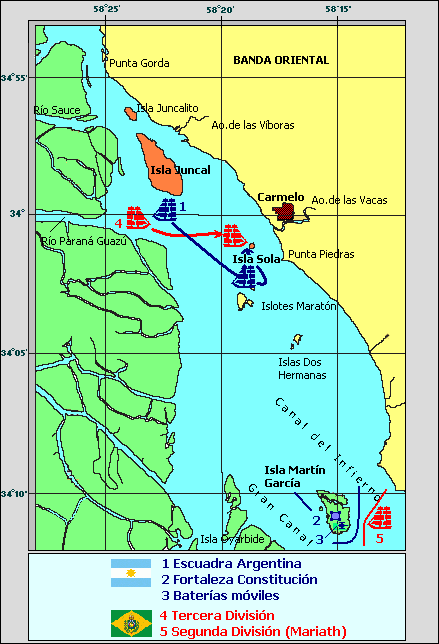
Batalla de Juncal cerca de Punta Gorda.

### La guerra del Brasil
Durante la guerra del Brasil (1825-1828), tras el enfrentamiento en Yaguarí entre la escuadra argentina al mando del Almirante Guillermo Brown y la Tercera División Imperial brasileña al mando de Sena Pereira, Brown se retiró al sur hacia Punta Gorda para esperar a los brasileños. En Punta Gorda instaló una batería de cañones con cuatro piezas sobre la barranca. No obstante, ante la noticia de que la flota brasilera se había retirado hacia el norte, resolvió trasladarse a la isla Martín García con el objeto de fortificarla y de esa manera impedir que la División Mariath que operaba desde Colonia del Sacramento pudiera reforzarla. Estas acciones fueron el inicio de las operaciones que culminarían en la gran victoria republicana el 8 y 9 de febrero de 1827 en el combate naval conocido como batalla de Juncal, desarrollada en las inmediaciones de la isla Juncal frente a estas costas.

### Expedición de Charles Darwin
En 1833, como parte de su viaje en el barco de reconocimiento HMS Beagle (27 de diciembre de 1831 a 2 de octubre de 1836), Charles Darwin visitó Punta Gorda. Darwin sacó grandes conclusiones, principalmente de su suelo, donde encontró gran cantidad de fósiles en sus barrancas, destacándose las formaciones de Fray Bentos y de Camacho.

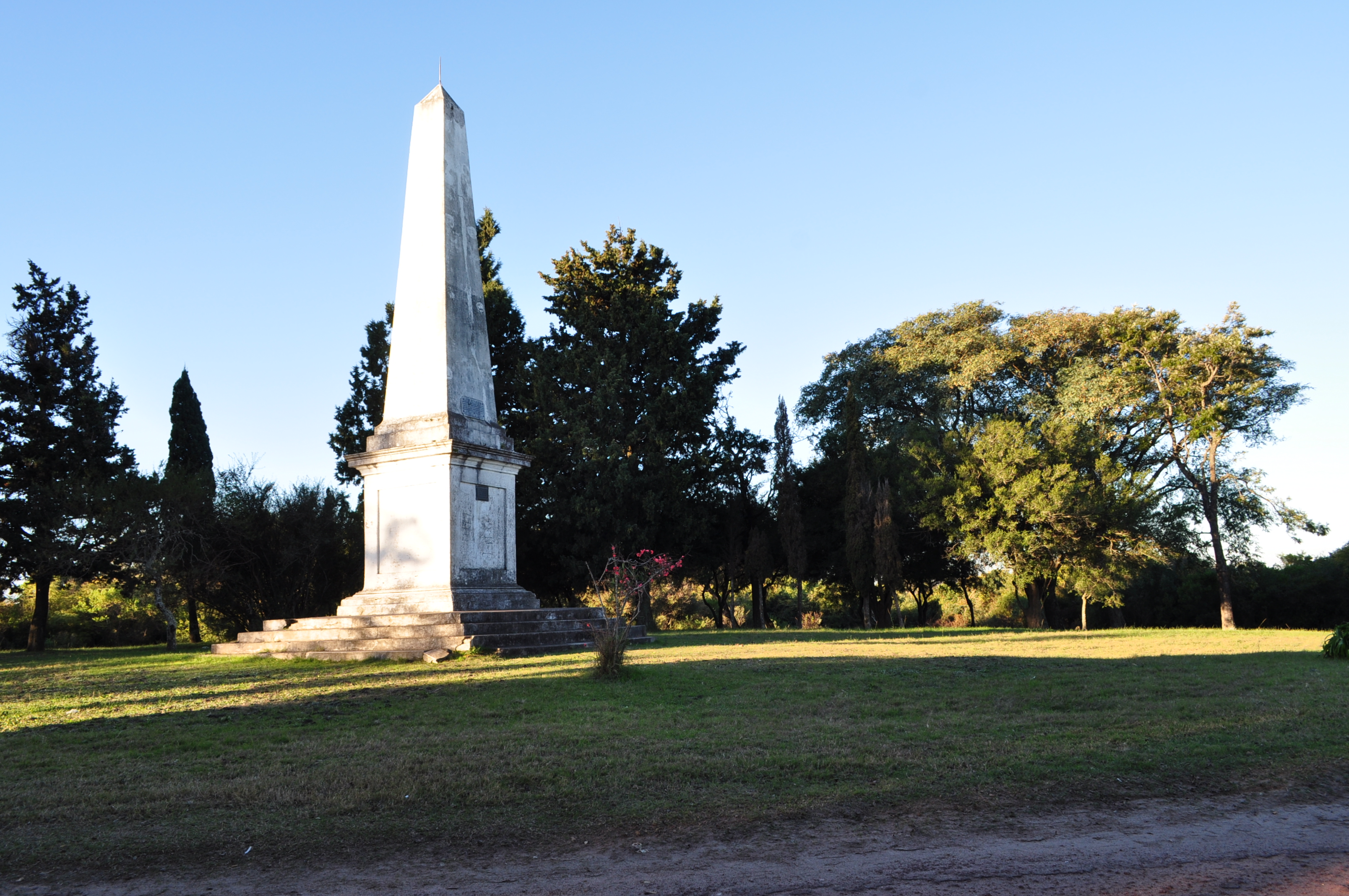
Pirámide de Solís en Punta Gorda.

## Monumentos
En recuerdo de esa visita de Charles Darwin se construyó una escalera en forma de caracol, conocida como la "Escalera de Darwin", donde se pueden apreciar las diferentes capas de la tierra estudiadas por el científico. Al comienzo de la escalera, que va desde la parte más alta hasta la playa recorriendo toda la barranca, se encuentra una inscripción que recuerda la visita.
También hay un monumento, la "Pirámide de Solís", erigida en homenaje a los navegantes españoles descubridores del Río de la Plata y, en particular, a Juan Díaz de Solís. Si bien el monumento es conocido como "Pirámide de Solís", su verdadero nombre es "Monumento a los Descubridores". 
A metros de allí se erige el hito geográfico que marca el mojón “0”, punto en el que el río Uruguay vuelca sus aguas en el Río de la Plata.
En la parte norte de la barranca de Punta Gorda, a unos 25 m de altura, se encuentra la "Batería de Rivera", una de las pocas fortificaciones artilladas que se conservan en Uruguay. Fue declarada monumento histórico nacional en 1976. Para los estrategas militares del siglo XIX instalar una batería en ese punto significaba controlar buena parte de la navegación fluvial de toda la región, ya que es allí donde el río Uruguay forma una especie de garganta, por lo que el canal de navegación se acerca a la costa. 
Está formada por un parapeto (muralla) con tres troneras de unos 15 m de largo en total, alrededor de 1,5 m de altura por casi 2 m de ancho, construida en piedra. En la tronera del centro se conserva un cañón de hierro del tipo de 18 libras (como se lo conocía en la artillería del siglo XIX). Estos cañones podían llegar a disparar hasta más de 3 km su bala de hierro. Las balas de cañón pesaban unos 8 kg y tenían un diámetro de 15 cm. En el Museo Municipal Prof. Lucas Roselli de Nueva Palmira se encuentran dos ejemplares de ese calibre halladas en Punta Gorda.
Existe controversia sobre quién creó la batería y en que año se erigió la misma, habiendo tres versiones de los hechos. Según menciona Daoiz Pérez Fontana en su obra “Aspectos históricos de Nueva Palmira”, la "Batería de Rivera" habría sido construida por orden del general Manuel Oribe entre los años 1843-45. Otra de las versiones, contradictoria con la anterior, sostiene que fue construida en 1841 y su nombre correcto sería “Batería de la Ribera” (con b) por tratarse de la ribera del río. De hecho, un cartel indicador sobre la calle reza: “Batería de Rivera, 1841”. Una última versión es la de Mario A. Fontana Company, quien en abril de 1927 publicó en la revista de la Sociedad de Amigos de la Arqueología de Montevideo que la batería habría sido construida por almirante Guillermo Brown en 1827. Brown habría instalado una batería en el sector norte de las barrancas de Punta Gorda en 1827 antes de la batalla de Juncal. Allí habría montado una serie de cañones para esperar a la flota brasileña que bajaba por el río Uruguay. A los pocos días, los cañones se instalarían en la isla Martín García.